# INS Arihant
El INS Arihant, es un Submarino de misiles balísticos de propulsión nuclear de la clase Arihant. Este submarino indio tiene capacidad de lanzamiento de hasta 12 misiles de corto alcance. Entre el rango de 600 a 700 Km. El "INS Arihant" ("destructor de enemigos") fue entregado a la marina en la ciudad portuaria de Vishakhapatnam, en el este del país. 

## Construcción
El submarino, de 112 metros de eslora y 6000 toneladas de desplazamiento, puede disparar oculto bajo el mar hasta 12 proyectiles equipados con ojivas nucleares de 500 kilogramos de peso. El objetivo del submarino es alentado por el conflicto que Pakistán e India mantiene por disputas territoriales como parte de sus políticas de disuasión y de la teoría de la destrucción mutua asegurada que mantuvieron Estados Unidos y la Unión Soviética durante la guerra fría adaptado a su conflicto.
Su botadura coincide con la celebración del décimo aniversario de la victoria India sobre Pakistán el 26 de julio de 1999 conocido como Vijay Diwas (Día de la victoria de la guerra de Kargil)
El proyecto fue propuesto durante el gobierno de Indira Gandhi en 1970, pero no fue desarrollado hasta los años 1980-1990. En 1984 comenzó el desarrollado con el soporte técnico de la Unión Soviética, pero con la desintegración de ésta en 1992 el proyecto se pospuso hasta 1998 año en que fue empezada su construcción en el conglomerado industrial Larsen & Toubro en la ciudad portuaria de Hazira en el estado de Gujarat al noroeste de India.

## Historial operativo

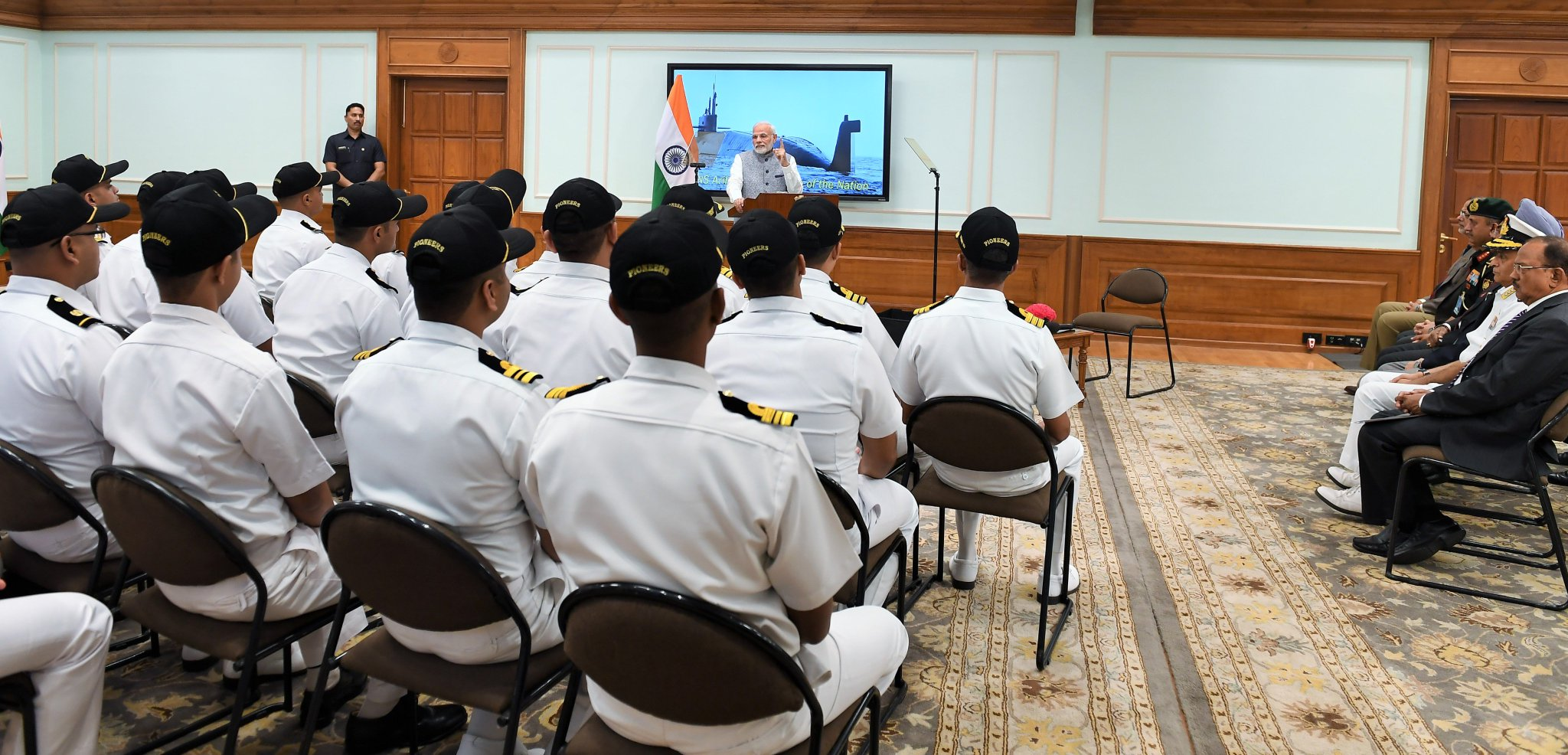
Presidente Modi dirigiéndose a la tripulación del Arihant después de su primera patrulla

### Accidente de 2017
En enero de 2018, se informó que una escotilla trasera del submarino se dejó abierta por error mientras el Arihant estaba atracado en 2017, lo que provocó que el agua salada inundara el área de propulsión, lo que dejó al submarino inoperativo durante diez meses mientras se reemplazaban las tuberías corroídas.

### Primera patrulla de disuasión
El 5 de noviembre de 2018 se anunció que el INS Arihant había completado su primera patrulla de disuasión de 20 días el día anterior. El presidente Narendra Modi felicitó a la tripulación del Arihant después de la patrulla.

### Lanzamiento de entrenamiento
Para demostrar la competencia de la tripulación y validar el programa SSBN, el INS Arihant el 14 de octubre de 2022 lanzó con éxito un SLBM con un alcance predeterminado y alcanzó el área objetivo en la Bahía de Bengala con gran precisión. Según una fuente de defensa citada por The Hindu, el misil lanzado no fue el K-4 SLBM sino el antiguo K-15 SLBM. En la actualidad, el INS Arihant está armado con K-15 Sagarika SLBM, que posee un alcance de 750 km.